# Pica-pau-de-peito-pontilhado
Pica-pau-de-peito-sarapintado ou pica-pau-de-peito-pontilhado (nome científico: Colaptes punctigula) é uma espécie de ave pertencente à família dos picídeos. Pode ser encontrada na América do Sul na Bolívia, Brasil, Colômbia, Equador, Guiana Francesa, Peru, Suriname e Venezuela; e também no leste do Panamá na América Central.

## Subespécies
São reconhecidas seis subespécies:
- Colaptes punctigula punctigula (Boddaert, 1783) - ocorre nas Guianas e na região adjacente do Brasil no estado do Amapá;
- Colaptes punctigula striatigularis (Chapman, 1914) - ocorre nas regiões Oeste e Central da Colômbia;
- Colaptes punctigula ujhelyii (Madarasz, 1912) - ocorre no Leste do Panamá, na região de Darién e também no Norte da Colômbia;
- Colaptes punctigula zuliae (Cory, 1915) - ocorre no Noroeste da Venezuela;
- Colaptes punctigula punctipectus (Cabanis & Heine, 1863) - ocorre no Leste da Colômbia e na maior parte da Venezuela;
- Colaptes punctigula guttatus (Spix, 1824) - ocorre da região amazônica do Equador até o Noroeste da Bolívia, no Oeste do Brasil do Norte do estado de Mato Grosso até o estado do Pará.